# Hilda Petersson
Hilda Martina Laurentia Petersson, född Böös 27 februari 1824 i Öveds församling i dåvarande Malmöhus län, död 29 april 1903 i Maria Magdalena församling i Stockholm, var en svensk konstnär (glasetsare). Hon var den första kvinnliga glasetsaren i Sverige. 
Hilda Pettersson var dotter till handlaren Johan Böös i Lund och gifte sig med bonden Johannes Petersson. Vid makens död 1878 blev hon ruinerad och fick då lära sig glasetsning för att försörja sig. Hennes verk blev prisbelönta vid många utställningar.

## Galleri

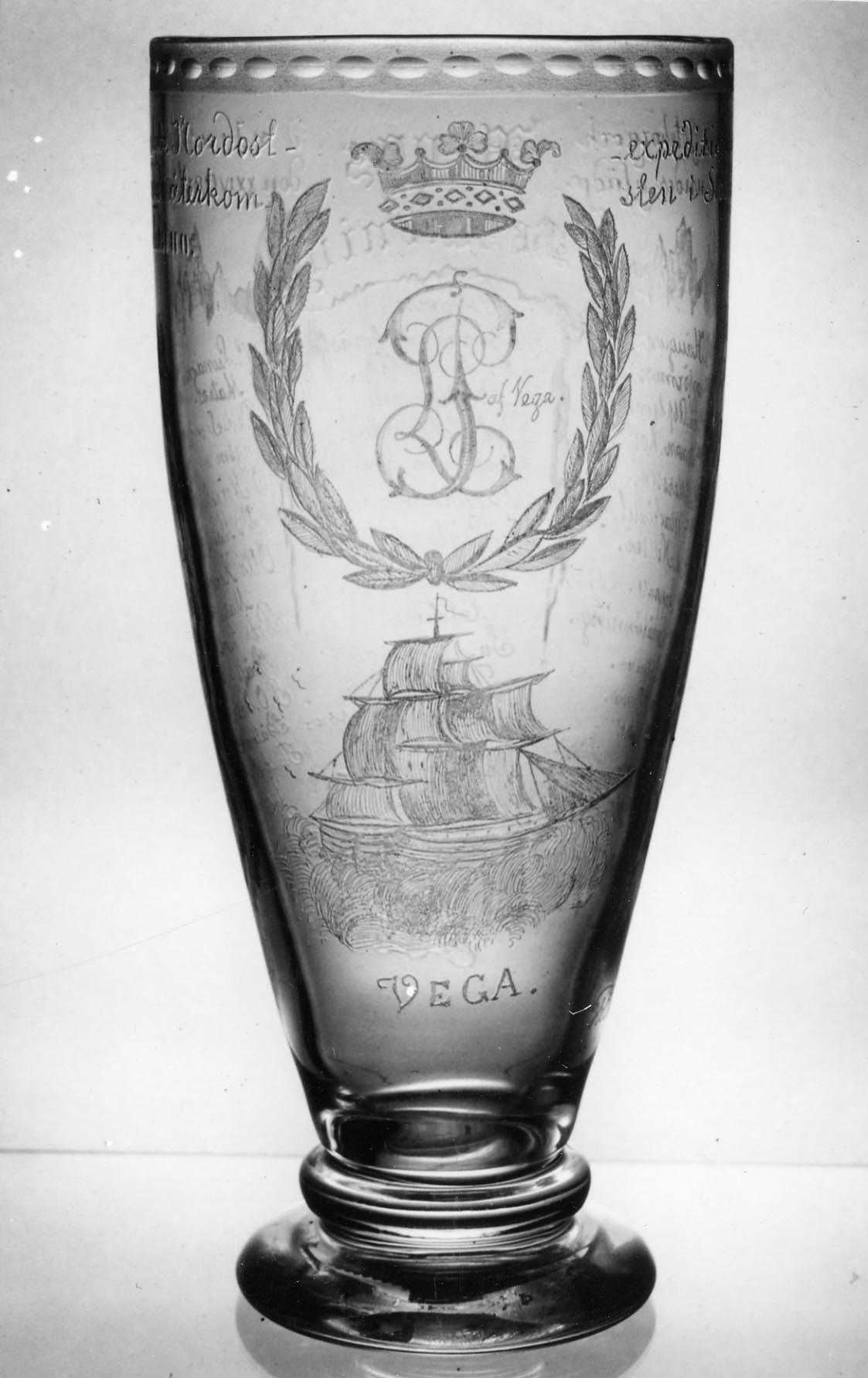
Minnespokal över Vegaexpeditionen 1878–1880 av Hilda Petersson